# Аргон-фторидний лазер
Аргон-фторидний лазер (ArF-лазер) — це особливий тип ексимерного лазера, який іноді (точніше) називають ексиплексним лазером. З його довжиною хвилі 193 нанометри, це глибокий ультрафіолетовий лазер, який зазвичай використовується у виробництві напівпровідникових інтегральних схем, очній хірургії, мікрообробці та наукових дослідженнях. "Ексимер" - це скорочення від "збуджений димер", а "ексиплекс" - це скорочення від "збуджений комплекс". Ексимерний лазер зазвичай використовує суміш благородного газу (аргон, криптон або ксенон) і галогенного газу (фтор або хлор), який за відповідних умов електричної стимуляції та високого тиску випромінює когерентне стимульоване випромінювання (лазерне світло) у ультрафіолетовий діапазон.
Ексимерні лазери ArF (і KrF) широко використовуються в машинах для фотолітографії з високою роздільною здатністю, що є важливою технологією для виробництва мікроелектронних мікросхем. Ексимерна лазерна літографія дозволила зменшити розміри елементів транзистора з 800 нанометрів у 1990 році до 7 нанометрів у 2018 році У деяких випадках машини для фотолітографії з екстремальним ультрафіолетовим випромінюванням замінили машини для фотолітографії ArF, оскільки вони дають змогу створювати ще менші розміри елементів і підвищувати продуктивність, оскільки машини з екстремальним ультрафіолетовим випромінюванням можуть забезпечити достатню роздільну здатність за меншу кількість кроків.
Розробка ексимерної лазерної літографії була виділена як одна з головних віх у 50-річній історії лазера.

## Теорія
Аргон-фторидний лазер поглинає енергію від джерела, змушуючи газ аргон реагувати з газоподібним фтором, утворюючи тимчасовий комплекс монофторид аргону у збудженому енергетичному стані:
2 Ar + F
2 → 2 ArF
Комплекс може зазнавати спонтанного або стимульованого випромінювання, знижуючи свій енергетичний стан до метастабільного, але дуже відразливого основного стану. Комплекс у основному стані швидко дисоціює на незв'язані атоми:
2 ArF → 2 Ar + F
2
Результатом є ексиплексний лазер, який випромінює на хвилі довжиною 193 нм, що лежить у дальній ультрафіолетовій частині спектру, що відповідає різниці енергій 6,4 електрон-вольта між основним станом і збудженим станом комплексу.

## Застосування
Найпоширенішим промисловим застосуванням ексимерних ArF-лазерів є фотолітографія в глибокому ультрафіолеті для виробництва мікроелектронних пристроїв (тобто напівпровідникових інтегральних схем або «чіпів»). З початку 1960-х до середини 1980-х Hg-Xe лампи використовувалися для літографії на довжинах хвилі 436, 405 і 365 нм. Однак через потребу напівпровідникової промисловості як у вищій роздільній здатності (для щільніших і швидших чіпів), так і в вищій продуктивності (для менших витрат) інструменти для літографії на основі ламп більше не могли задовольняти вимоги галузі.
Цю проблему вдалося подолати, коли в 1982 році K. Jain винайшов ексимерну лазерну літографію у глибокому ультрафіолетовому випромінюванні та продемонстрував її в IBM. Завдяки прогресу, досягнутому в технології обладнання в наступні два десятиліття, напівпровідникові електронні пристрої, виготовлені за допомогою ексимерної лазерної літографії, досягли 400 мільярдів доларів річного виробництва. У результаті  ексимерна лазерна літографія (як з лазерами ArF, так і з KrF) стала вирішальним фактором у постійному розвитку так званого закону Мура.
УФ-промінь від лазера ArF добре поглинається біологічними речовинами та органічними сполуками. Замість спалювання або різання матеріалу, лазер ArF роз’єднує молекулярні зв’язки поверхневої тканини, яка розпадається в повітрі суворо контрольованим способом шляхом абляції, а не спалювання. Таким чином, ArF та інші ексимерні лазери мають корисну властивість, яка полягає в тому, що вони можуть видаляти винятково тонкі шари поверхневого матеріалу майже без нагрівання або перетворення на решти матеріалу, який залишається недоторканим. Завдяки цим властивостям такі лазери добре підходять для точної мікрообробки органічних матеріалів (включаючи певні полімери та пластмаси), а також для особливо делікатних операцій, таких як хірургія очей (наприклад, LASIK, LASEK).
Нещодавно завдяки використанню нової дифракційної дифузної системи, що складається з двох масивів мікролінз, була проведена мікрообробка поверхні ArF-лазером на плавленому кремнеземі з субмікрометровою точністю.
У 2021 році Дослідницька лабораторія військово-морських сил Сполучених Штатів почала роботу над ArF для використання в інерційному термоядерному термоядерному синтезі, що забезпечує до 16% енергоефективності.

## Безпека
Світло, яке випромінює ArF, невидиме для людського ока, тому під час роботи з цим лазером необхідні додаткові заходи безпеки, щоб уникнути розсіяних променів. Рукавички потрібні, щоб захистити тіло від його потенційно канцерогенних властивостей, а ультрафіолетові окуляри потрібні для захисту очей.